# Railroad Tycoon
Sid Meier's Railroad Tycoon es un videojuego de simulación de negocios diseñado por Sid Meier.
Estaba previsto un lanzamiento del juego para la consola Super Nintendo para el verano de 1993, y Nintendo Power mostró capturas de pantalla en marzo de 1993. Sin embargo, terminó cancelándose por razones desconocidas.

## Sistema de juego
El objetivo del juego es construir y gestionar una compañía de ferrocarril poniendo los raíles, la construcción de estaciones, y la compra y la programación de los trenes. El jugador puede crear una empresa en cuatro lugares geográficos: el oeste de Estados Unidos, el noreste de Estados Unidos, Gran Bretaña o Europa Continental. La empresa comienza con un millón de dólares en capital, la equidad media, la mitad de un préstamo. La empresa puede obtener capital adicional a través de la venta de bonos.
El jugador maneja el negocio como se ha descrito anteriormente y también puede manejar el movimiento del tren individual y construir industrias adicionales. El juego de la oferta y la demanda de los modelos de mercancías y pasajeros, así como un mercado de valores en miniatura en el que los jugadores pueden comprar y vender acciones de sus propias empresas o en competencia. El juego también cuenta con otras empresas ferroviarias que tratan de poner al jugador fuera del negocio con los negocios de valores y «guerras de tarifas».

## Recepción
En su lanzamiento en 1990 Railroad Tycoon fue aclamado por los críticos como uno de los mejores juegos del año.
El juego fue calificado con 5 estrellas de 5 por Dragon.